# Torfowisko Poradz
Torfowisko Poradz este o arie protejată (sit de importanță comunitară — SCI) din Polonia întinsă pe o suprafață de 567,53 ha, integral pe uscat.

## Localizare
Centrul sitului Torfowisko Poradz este situat la coordonatele 53°55′02″N 15°36′22″E / 53.9173°N 15.6062°E.

## Înființare
Situl Torfowisko Poradz a fost declarat sit de importanță comunitară în octombrie 2009 pentru a proteja un număr necunoscut de specii din flora spontană și fauna sălbatică aflate în arealul zonei.

## Biodiversitate
Situată în ecoregiunea continentală, aria protejată conține 5 habitate naturale: Lacuri și iazuri distrofice naturale, Turbării active, Mlaștini oligotrofe degradate, capabile încă de regenerare naturală, Mlaștini turboase de tranziție și turbării mișcătoare, Mlaștini împădurite.
La baza desemnării sitului se află un număr nedeclarat de specii protejate.